# Кундт, Август
Август Адольф Эдуард Эберхард Кундт (нем. August Adolph Eduard Eberhard Kundt; 18 ноября 1839 — 21 мая 1894) — известный немецкий физик.

## Биография
Поступил студентом в 1860 году в Лейпцигский университет, но вскоре перешёл в Берлинский университет, где стал заниматься в только что устроенной впервые известным физиком Магнусом физической лаборатории, сначала как ученик, потом и как ассистент. Несмотря на более чем скромную первоначальную обстановку новой лаборатории, работа в ней кипела. Может быть отчасти благодаря именно тому, что всё в ней приходилось создавать и делать самому, из Кундта получился замечательный экспериментатор. В 1867 году Кундт стал читать лекции в Берлинском университете в качестве приват-доцента, через год был уже приглашён профессором в цюрихский политехникум, а ещё через два года перешёл в Вюрцбургский университет. Но вскоре же, вследствие объявления войны в 1870 году, Кундт должен был вступить в ряды действующей армии. Ему пришлось принять участие под командою генерала Вердера в осаде Страсбурга, в котором менее чем через два года был уже открыт германский университет, и Кундту было поручено устроить при нём физический институт, что он и выполнил блистательным образом. Слава Кундта, как выдающегося лектора и талантливого ученого, привлекала к нему массу молодых учёных всех национальностей. Он постоянно, с утра до вечера, был окружён в лаборатории своими учениками, которые выносили из общения с ним самые отрадные, сердечные и благодарные чувства к своему учителю, как об этом свидетельствуют, между прочим, двое из его бывших русских учеников и вместе с тем его биографов — профессора Д. А. Гольдгаммер и П. Н. Лебедев . В 1888 году Кундт был приглашен в Берлинский университет на освободившуюся кафедру физики. Здесь он продолжал свою научную и педагогическую деятельность, среди многочисленных учеников, переселившихся вместе с ним из опустевшего Страсбургского института. В 1893 году у Кундта обнаружилась болезнь сердца, которая и свела его в могилу.
Научные работы Кундта отличаются новизной и вместе с тем остроумием и простотой примененного в них способа исследования. Одна из первых его работ (1867—1868), открывшая новый путь для исследований, относится к определению скорости звука в газах и твердых телах при помощи стеклянных трубок, в которых ликоподий или очень мелкий песок, при образовании внутри трубок стоячих волн, располагались правильным образом (фигуры Кундта); зная отсюда длину волны и высоту тона, можно было вычислить скорость распространения звука. Второй выдающейся работой Кундта было исследование аномальной дисперсии (см. рассеяние света). Неправильное расположение цветных полос в призматическом спектре, соответствующем некоторым сильно поглощающим свет веществам, исследовалось Кундтом при помощи так называемых перекрещивающихся призм. Общее внимание физиков было привлечено опытами Кундта над распределением электричества на поверхности кристаллов (напр., кварца) при их нагревании и сдавливании (пиро— и пьезоэлектричество) и на крайне простой прием, примененный им — просеивание через тонкую бумажную материю порошка из сурика и серы; сурик расположится на гранях наэлектризованных —, сера на гранях +. Также весьма важны работы Кундта о магнитном вращении плоскости поляризации света в металлах (железа, никеля, кобальта), осажденных электролитическим путём тонкими, прозрачными слоями на стекле, и о показателях преломления металлов (Ag, Au, Fe, Ni, Pt, Cu), определённых посредством пропускания лучей света через прозрачные металлические призмы полученные также электролитически. Кроме этих главнейших исследований Кундта, достойны упоминания его работы о внутреннем трении газов, их теплопроводности, о двойном преломлении во вращающихся жидкостях, о явлениях Керра и Холла и т. д.

## Память
В 1976 году Международный астрономический союз присвоил имя Августа Кундта кратеру на видимой стороне Луны.
В честь Кундта названа иллюзия Оппель-Кундта.